# ليروي جونز (لاعب كرة قدم أمريكية)
ليروي جونز (بالإنجليزية: Leroy Jones)‏ هو لاعب كرة قدم أمريكية أمريكي، ولد في 29 سبتمبر 1950 في غرينوود في الولايات المتحدة.

## وصلات خارجية
- ليروي جونز على موقع مرجع كرة القدم المحترفة.كوم (الإنجليزية)